# Тилькувко
Тилькувко (пол. Tylkówko, нім. Scheufelsmühle) — село в Польщі, у гміні Пасим Щиценського повіту Вармінсько-Мазурського воєводства.